# Euphaedusa
Euphaedusa is een geslacht van weekdieren uit de  familie van de Clausiliidae.

## Soorten
De volgende soorten zijn bij het geslacht ingedeeld:
- Euphaedusa latens Hunyadi & Szekeres, 2016
  - = Euphaedusa (Papilliphaedusa) latens Hunyadi & Szekeres, 2016
- Euphaedusa loczyi (O. Boettger, 1884)
  - = Euphaedusa (Euphaedusa) loczyi (O. Boettger, 1884)
- Euphaedusa porphyrea (Möllendorff, 1882)
  - = Euphaedusa (Papilliphaedusa) porphyrea (Möllendorff, 1882)
- Euphaedusa sericea Hunyadi & Szekeres, 2016
  - = Euphaedusa (Papilliphaedusa) sericea Hunyadi & Szekeres, 2016